# Elderveld

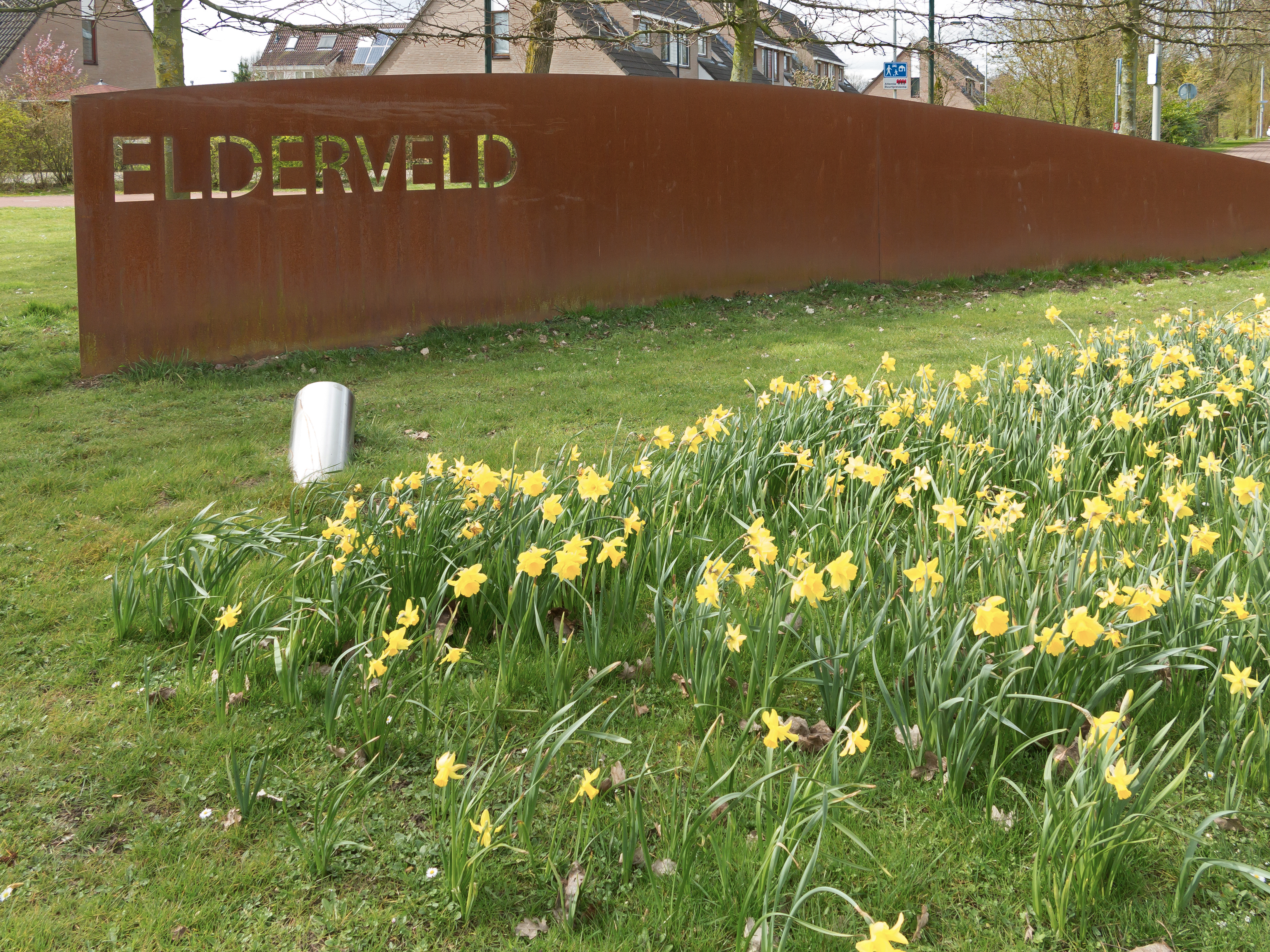
Arnhem-Elderveld, binnengaan van de wijk (bij de Hollandweg-Batavierenweg)

Elderveld is een woonwijk in Arnhem-Zuid. Het is voormalig Eldens gebied en historisch nauw verbonden met Elden. De naam is afgeleid van het Eldensche Veld zoals dit op de oude streekkaarten vermeld stond. Elderveld ligt tussen het dorp Elden in het oosten, en de wijk  Schuytgraaf in het westen en De Laar (West) in het zuiden. De noordelijke grens is de Drielsedijk, daarachter liggen de uiterwaarden van Meinerswijk en de Nederrijn.

## Opzet
De bouw van Elderveld startte begin jaren 70 in het zuiden en eindigde midden jaren 80. De wijk van 228 ha (waarvan 4% water) is een typische jaren 70-wijk met enkele flats, veel eengezinswoningen en ruim doorsneden door groenpartijen. Elderveld heeft 8.770 inwoners, verdeeld over 4240 woningen, waarvan 70% gezins- en 30% meergezinswoningen (opname 2021). De wijk bestaat uit drie buurten, te weten Elderveld-Zuid, Elderveld-Noord en Elderhof.

## Voorzieningen

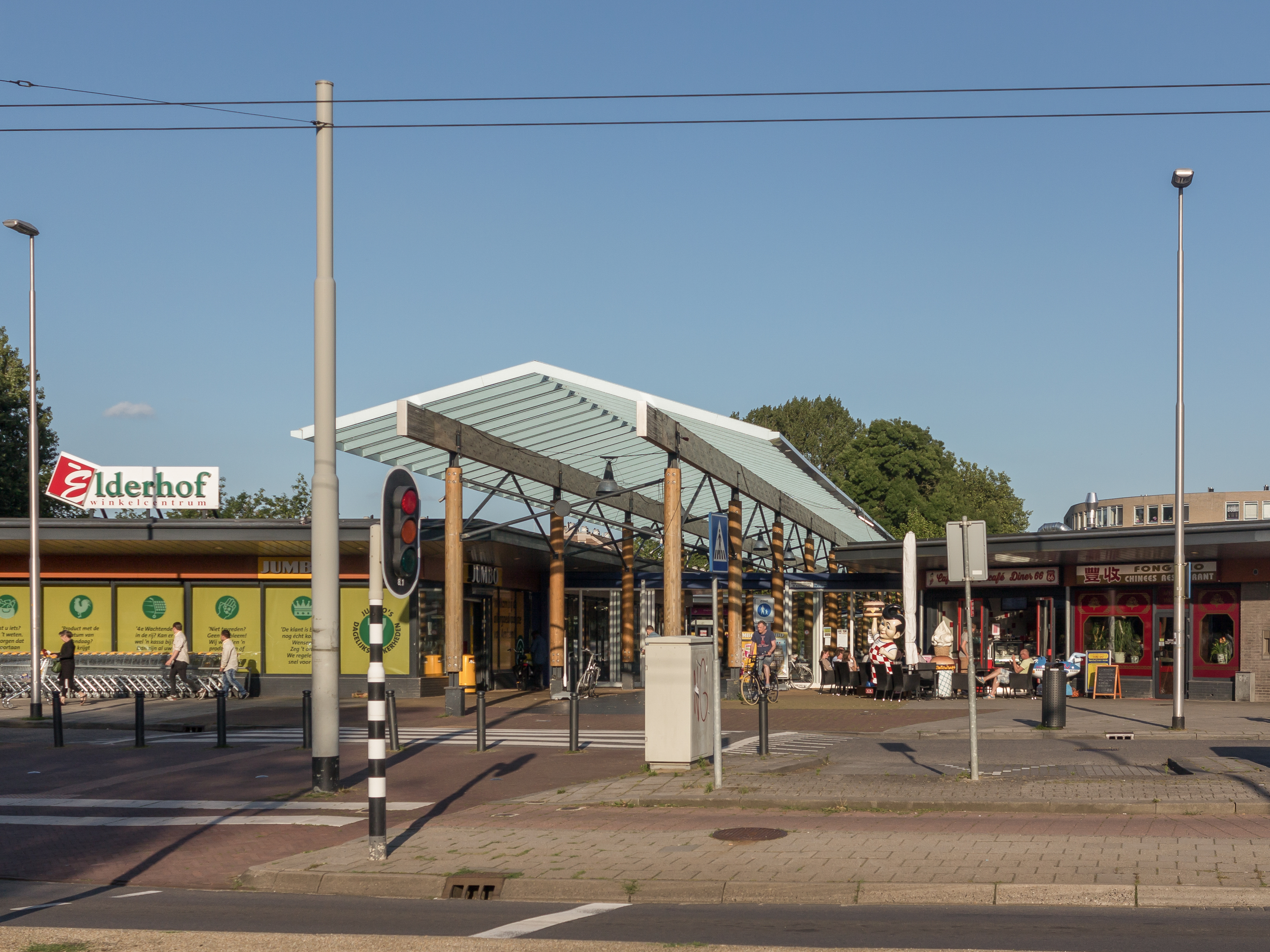
winkelcentrum Elderhof

Het centrum van de wijk wordt gevormd door het gerenoveerde winkelcentrum Elderhof. Vernoemd naar een oude boerderij aan de Drielsedijk. Naast dit wijkwinkelcentrum beschikt de wijk over enkele basisscholen, een wijkcentrum, een dienstencentrum voor ouderen "De Gaanderij" van de SWOA, enkele woon-zorgcomplexen, enkele (medische) zorgvoorzieningen, een sporthal en een squashcentrum.
Aan de zuidoostkant tussen de fietspaden van de Elderhofseweg en de Delftweg ligt de Waterspeeltuin. Dit is een uitgebreid speel- en picknickterrein, verbonden door verschillende klauterbruggen met een eiland in de naastgelegen vijver.

## Parkzone Drielsedijk
In het noorden van Elderveld ligt tussen de woonwijk en de winterdijk de Parkzone Drielsedijk. Het gebied kenmerkt zich door een groene uitstraling en de aanwezigheid van recreatieve- en sportvoorzieningen. De voetbalvereniging ASV Zuid Arnhem, hockeyclub HCM en de kynologenclub Arnhem hebben hier hun thuisbasis. 
In het westen wordt de parkzone begrensd door de rioolwaterzuiveringsinstallatie van Waterschap Rivierenland. Op deze plek verzorgt het waterschap via Gemaal Drielsedijk ook de afwatering van de wijk naar de Nederrijn. In het oosten wordt de parkzone begrensd door de Batavierenweg met aan de andere zijde Park Westerveld. In het oosten bevindt zich net als in Park Westerveld een kolk: de Kolk van Schouten. Deze kolk is ontstaan bij een dijkdoorbraak in januari 1820.
Centraal in de Parkzone staat de boerderij Steenen Camer. De boerderij, gedateerd 1848, heeft de status van rijksmonument. Het gebouw is sinds 1991 in gebruik als pannenkoekenboerderij. Aan de oostzijde wordt de boerderij  geflankeerd door een grote schuur uit 1838. Deze schuur is in gebruik als verenigingsgebouw van de Biologische Tuinbouwvereniging Elderveld. Aan de westzijde wordt de boerderij geflankeerd door een schuur uit 1855 die in gebruik is als verenigingsgebouw van de Scouting Schutgraaf. Op het erf bevindt zich een open houten wagenloods met een pannen zadeldak.
Tussen de boerderij Steenen Camer en boerderij Elderhof is een voormalige laagstamboomgaard omgevormd tot hoogstamboomgaard De Steenencamer. De eerste hoogstam fruitbomen zijn geplant op 9 maart 2013. Ter herinnering aan het Romeinse verleden van het gebied is op het terrein van de boomgaard een Romeinse tuin ingericht.
Aan de Drielsedijk staat ter hoogte van de rioolwaterzuivering het dijkmagazijn Elden, een gerestaureerd dijkmagazijn. Hier bevindt zich ook het enige gemeentelijke monument van de wijk: de grenspaal Driel-Elden.

## Tweede wereldoorlog

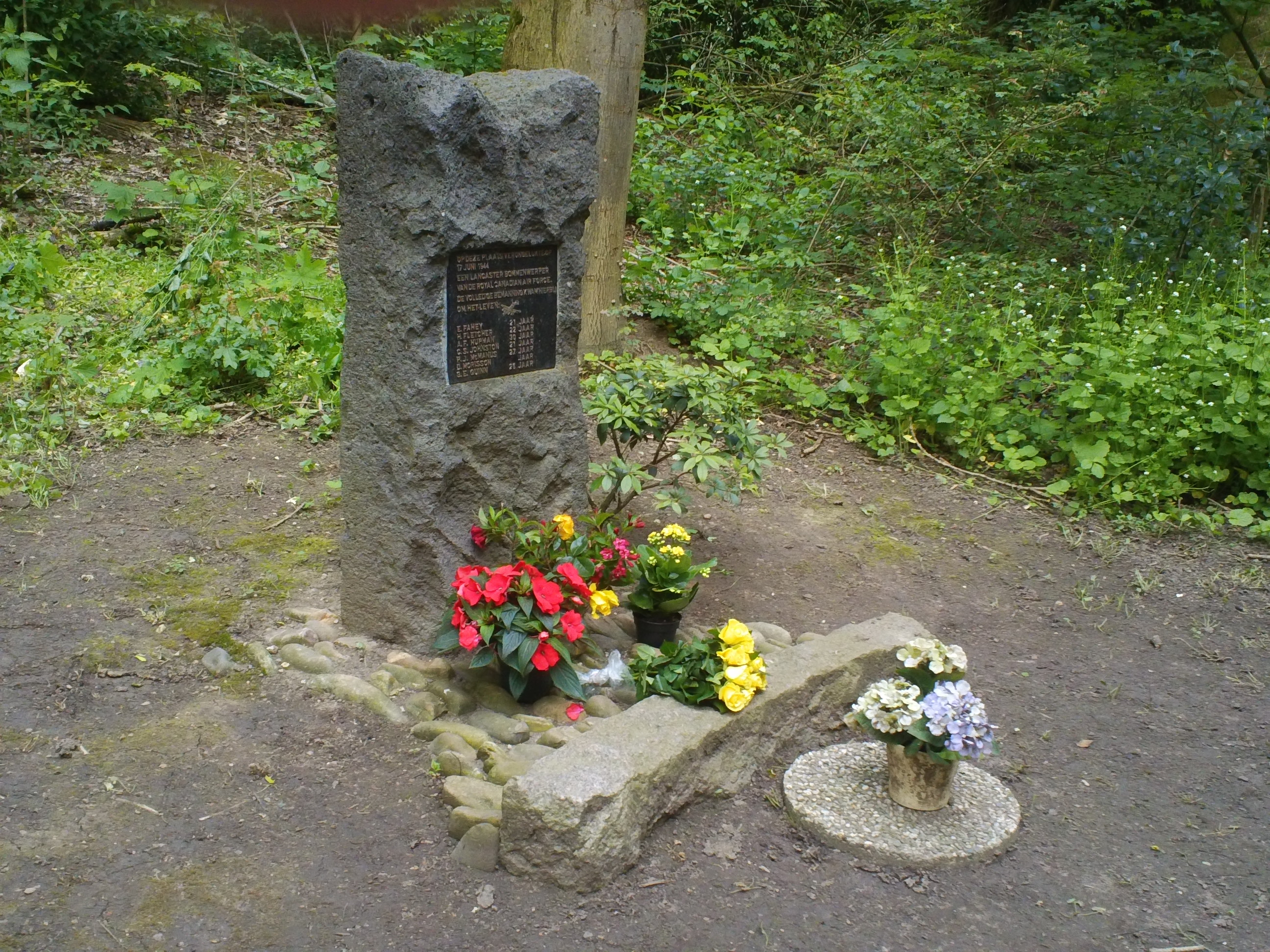
Gedenksteen voor de bemanningsleden van de op 17 juni 1944 neergeschoten Lancaster bommenwerper

Langs het fietspad aan de Delftweg aan de zuidoostkant van Elderveld staat een gedenksteen ter herinnering aan de bemanningsleden van de in 17 juni 1944 neergeschoten Lancaster bommenwerper VR-V van de Royal Canadian Airforce. Bij de crash in het veld waren geen overlevenden.
Bij het dijkmagazijn staat een informatiebord over Operatie Ooievaar waarbij de Duitse bezetter in 1944 de Betuwe inundeerde door de Rijndijk te vernielen.

## Openbaar vervoer
Elderveld is goed bereikbaar vanaf het Arnhemse stadscentrum door middel van het Arnhems trolleybusnet. Aan de zuidwestpunt van de wijk ligt station Arnhem Zuid, waardoor zowel Elderveld, De Laar als de Vinex-wijk Schuytgraaf in de directe omgeving een aansluiting hebben op het Nederlandse spoorwegnet.

## Afbeeldingen

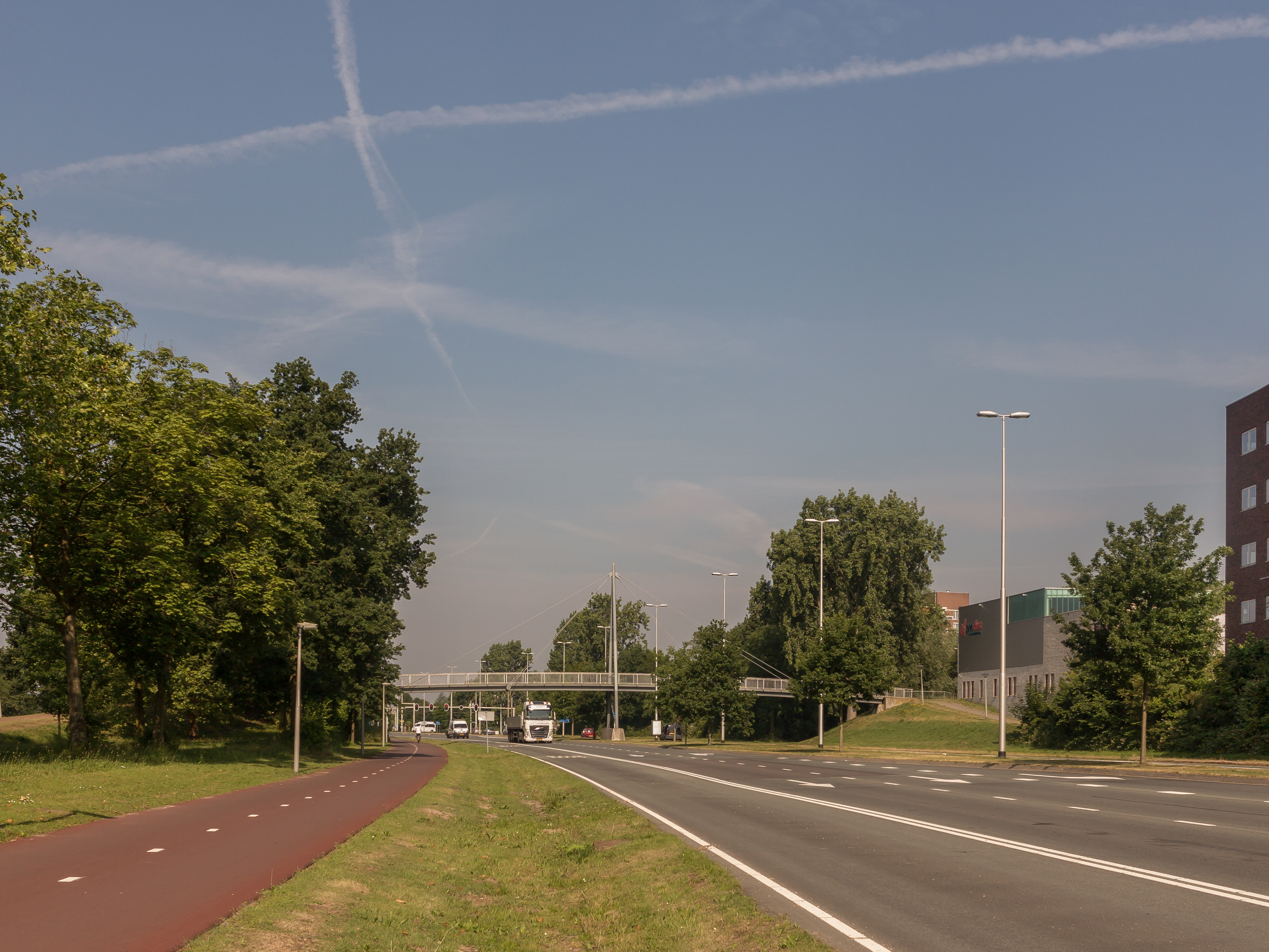
de Matsertraverse
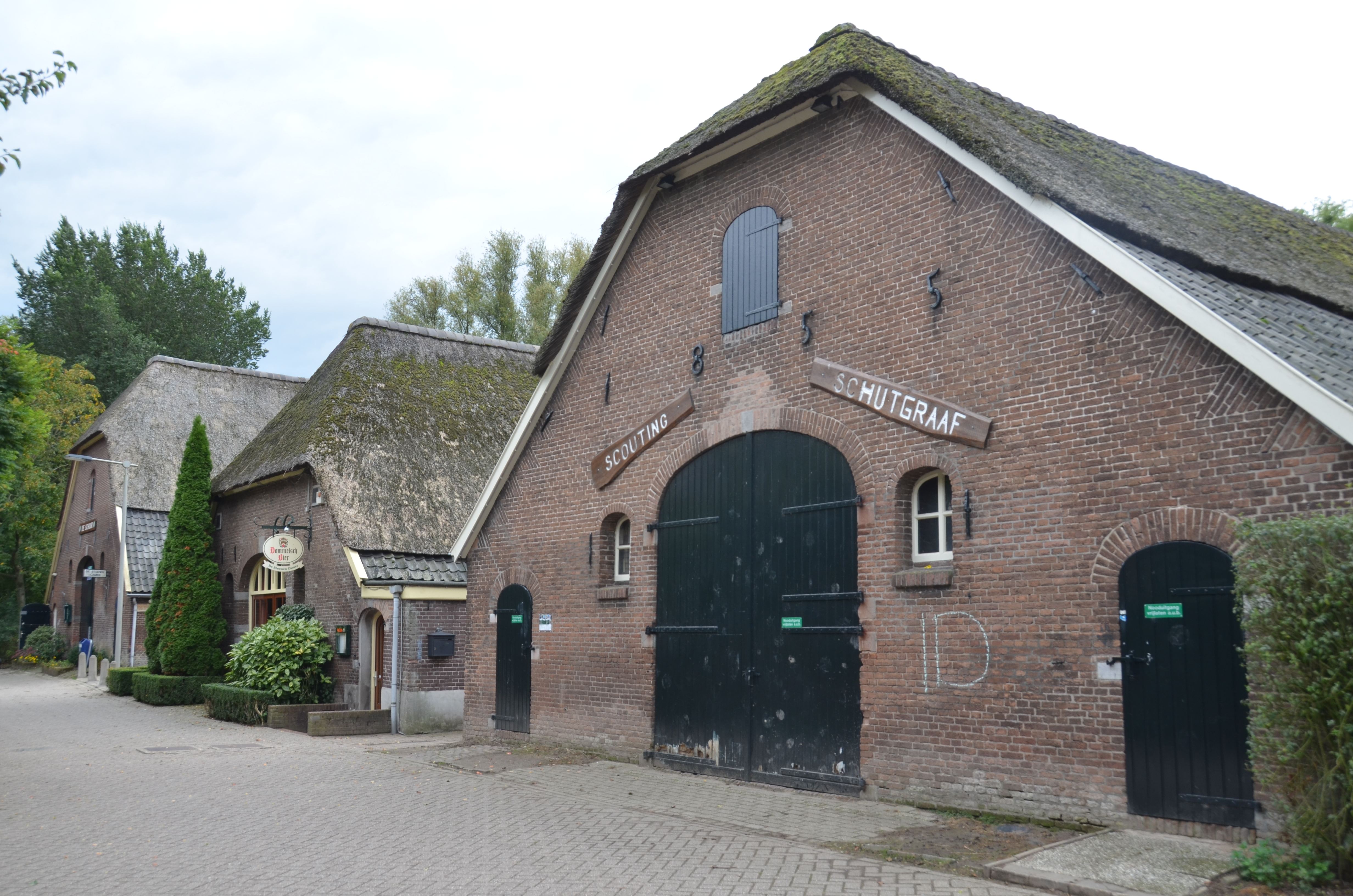
Boerderij Steenen Camer met schuren
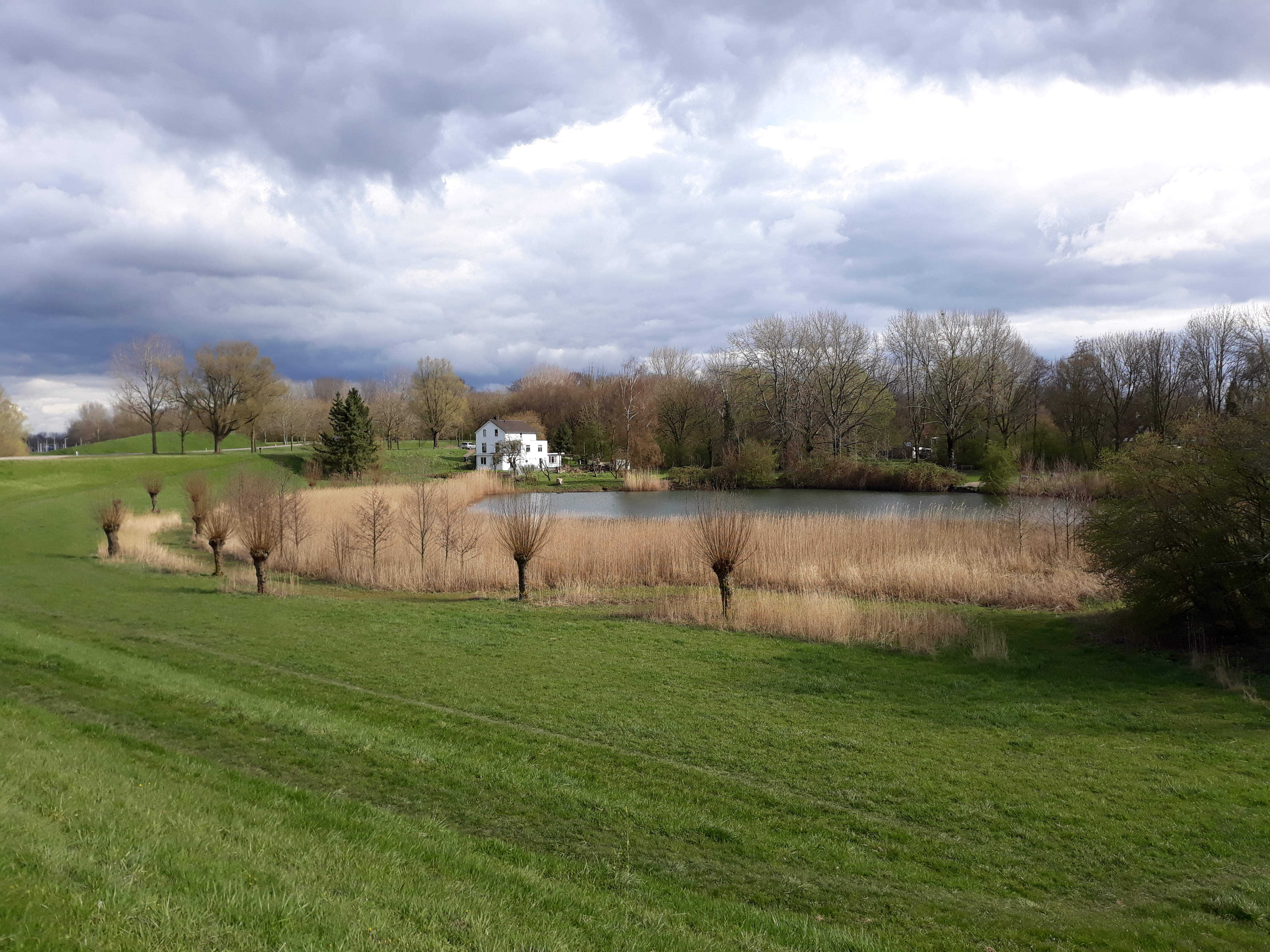
Kolk van Schouten
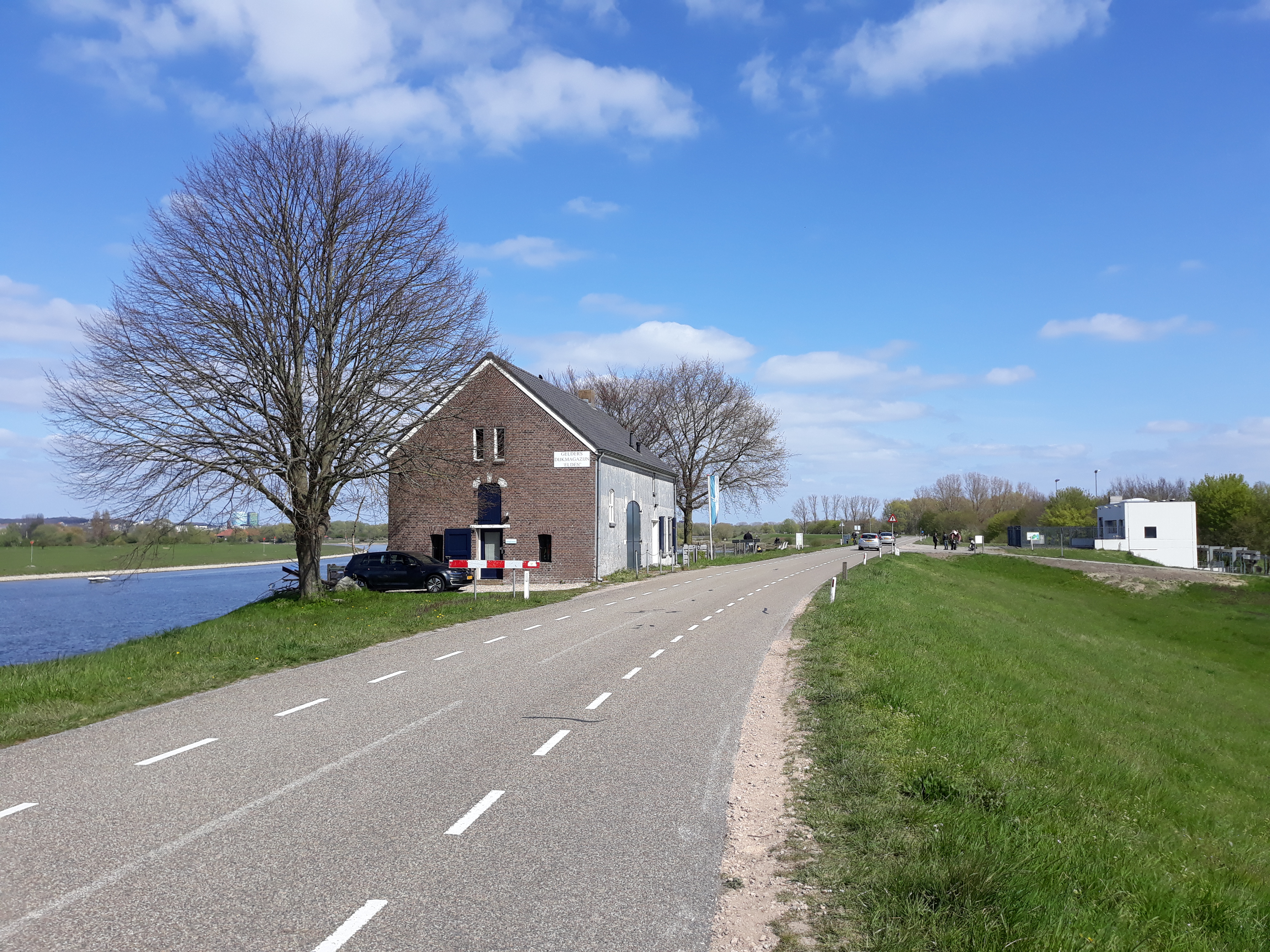
Dijkmagazijn Elden
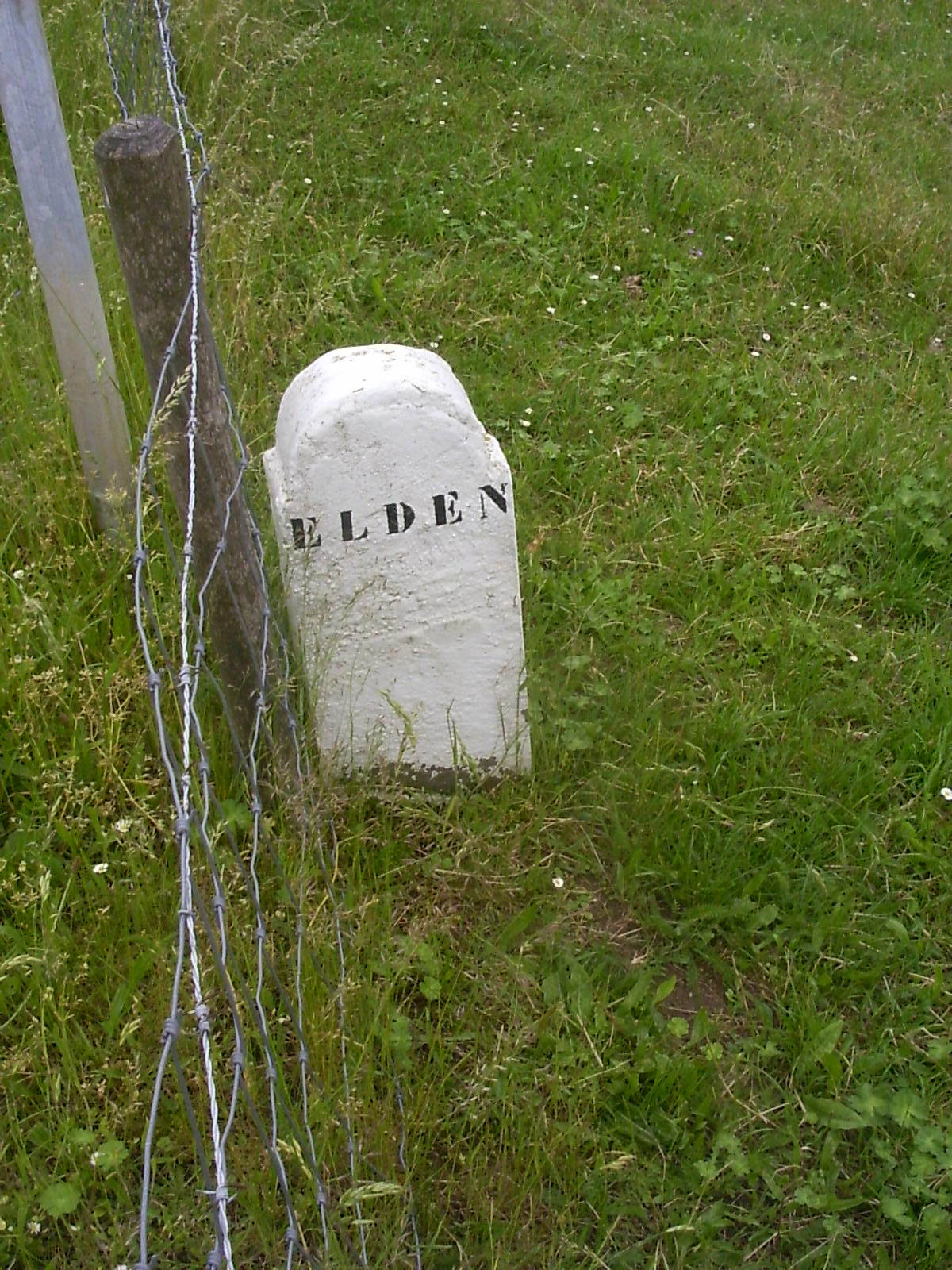
Grenspaal Driel - Elden